# Gastón Gaudio
Gastón Norberto Gaudio (* 9. Dezember 1978 in Buenos Aires) ist ein ehemaliger argentinischer Tennisspieler. Sein Spitzname lautet El gato (dt.: Die Katze). Seinen größten sportlichen Erfolg feierte Gaudio 2004 mit dem Gewinn des Einzeltitels bei den French Open.

## Karriere
Im ersten rein argentinischen Finale in der Geschichte der French Open besiegte er Guillermo Coria mit 0:6, 3:6, 6:4, 6:1 und 8:6. Er ist neben Mats Wilander 1982 und Gustavo Kuerten 1997 einer von drei Spielern, welcher die French Open als ungesetzter Spieler gewann. Er ist bislang der einzige Spieler, der nach einem 0:6 im ersten Satz ein Grand-Slam-Finale gewann.
Mit diesem Sieg erreichte Gaudio zum ersten Mal in seiner Karriere die Top 10 der ATP-Weltrangliste.
Im August 2011 verkündete Gastón Gaudio, nachdem er bereits ein Jahr lang kein Match mehr bestritten hatte, offiziell seinen Rücktritt vom Profitennis.

## Erfolge
| Legende                       |
| Grand Slam (1)                |
| Tennis Masters Cup (0)        |
| ATP Masters Series (0)        |
| International Series Gold (3) |
| International Series (7)      |
| ATP Challenger Tour (7)       |

### Einzel

#### Turniersiege

##### ATP World Tour
| Nr. | Datum           | Turnier      | Belag | Finalgegner        | Finalergebnis           |
| --- | --------------- | ------------ | ----- | ------------------ | ----------------------- |
| 1.  | 22. April 2002  | Barcelona    | Sand  | Albert Costa       | 6:4, 6:0, 6:2           |
| 2.  | 29. April 2002  | Mallorca     | Sand  | Jarkko Nieminen    | 6:2, 6:3                |
| 3.  | 24. Mai 2004    | French Open  | Sand  | Guillermo Coria    | 0:6, 3:6, 6:4, 6:1, 8:6 |
| 4.  | 31. Januar 2005 | Viña del Mar | Sand  | Fernando González  | 6:3, 6:4                |
| 5.  | 7. Februar 2005 | Buenos Aires | Sand  | Mariano Puerta     | 6:4, 6:4                |
| 6.  | 1. Mai 2005     | Estoril      | Sand  | Tommy Robredo      | 6:1, 2:6, 6:1           |
| 7.  | 4. Juli 2005    | Gstaad       | Sand  | Stanislas Wawrinka | 6:4, 6:4                |
| 8.  | 31. Juli 2005   | Kitzbühel    | Sand  | Fernando Verdasco  | 2:6, 6:2, 6:4, 6:4      |

##### ATP Challenger Tour
| Nr. | Datum             | Turnier           | Belag | Finalgegner              | Ergebnis       |
| --- | ----------------- | ----------------- | ----- | ------------------------ | -------------- |
| 1.  | 6. September 1998 | Santa Cruz        | Sand  | Luis Morejón             | 6:2, 6:3       |
| 2.  | 13. Dezember 1998 | Santiago de Chile | Sand  | Karim Alami              | 6:2, 3:6, 6:4  |
| 3.  | 18. April 1999    | Nizza             | Sand  | Jacobo Díaz              | 6:2, 6:3       |
| 4.  | 2. Mai 1999       | Espinho           | Sand  | Markus Hipfl             | 6:4, 6:1       |
| 5.  | 25. Juni 2000     | Braunschweig      | Sand  | Franco Squillari         | 6:4, 6:72, 6:4 |
| 6.  | 3. Mai 2009       | Tunis             | Sand  | Frederico Gil            | 6:2, 1:6, 6:3  |
| 7.  | 10. Mai 2010      | Sanremo           | Sand  | Martín Vassallo Argüello | 7:5, 6:0       |

#### Finalteilnahmen
| Nr. | Datum            | Turnier      | Belag | Finalgegner      | Finalergebnis           |
| --- | ---------------- | ------------ | ----- | ---------------- | ----------------------- |
| 1.  | 23. Juli 2000    | Stuttgart    | Sand  | Franco Squillari | 2:6, 6:3, 6:4, 4:6, 2:6 |
| 2.  | 12. Februar 2001 | Viña del Mar | Sand  | Guillermo Coria  | 6:4, 2:6, 5:7           |
| 3.  | 15. Juli 2002    | Gstaad       | Sand  | Àlex Corretja    | 3:6, 6:73, 6:73         |
| 4.  | 2. Mai 2004      | Barcelona    | Sand  | Tommy Robredo    | 3:6, 6:4, 2:6, 6:3, 3:6 |
| 5.  | 5. Juli 2004     | Båstad       | Sand  | Mariano Zabaleta | 1:6, 6:4, 6:7           |
| 6.  | 12. Juli 2004    | Stuttgart    | Sand  | Guillermo Cañas  | 7:5, 2:6, 0:6, 6:1, 3:6 |
| 7.  | 25. Juli 2004    | Kitzbühel    | Sand  | Nicolás Massú    | 6:73, 4:6               |
| 8.  | 24. Juli 2005    | Stuttgart    | Sand  | Rafael Nadal     | 3:6, 3:6, 4:6           |

### Doppel

#### Turniersiege
| Nr. | Datum            | Turnier      | Belag | Partner            | Finalgegner                       | Ergebnis          |
| --- | ---------------- | ------------ | ----- | ------------------ | --------------------------------- | ----------------- |
| 1.  | 16. Februar 2004 | Viña del Mar | Sand  | Juan Ignacio Chela | Nicolás Lapentti Martín Rodríguez | 7:6, 7:6          |
| 2.  | 19. April 2004   | Estoril      | Sand  | Juan Ignacio Chela | František Čermák Leoš Friedl      | 6:2, 6:1          |
| 3.  | 24. Juli 2006    | Stuttgart    | Sand  | Maks Mirny         | Yves Allegro Robert Lindstedt     | 7:5, 6:7, [12:10] |